# Liste der Naturdenkmale in Hainburg
Die Liste der Naturdenkmale in Hainburg nennt die in der Gemeinde Hainburg im Landkreis Offenbach in Hessen gelegenen Naturdenkmale.

## Naturdenkmale
| Bild | Bezeichnung | Ortsteil, Lage                                  | Beschreibung                                                                  | Art         | Nr.     |
| ---- | ----------- | ----------------------------------------------- | ----------------------------------------------------------------------------- | ----------- | ------- |
| BW   | Kreuz-Eiche | Klein-Krotzenburg 50° 3′ 21,5″ N, 8° 55′ 4,3″ O | Vierstämmige, ca. 25 m hohe Stieleiche (Quercus robur) an einer Wegekreuzung. | Stiel-Eiche | 438 032 |

## Ehemalige Naturdenkmale
| Bild | Bezeichnung | Ortsteil, Lage                                | Beschreibung                                                                             | Art         | Nr.     |
| ---- | ----------- | --------------------------------------------- | ---------------------------------------------------------------------------------------- | ----------- | ------- |
| BW   | Flatterulme | Klein-Krotzenburg 50° 3′ 23″ N, 8° 57′ 2,2″ O | ca. 33,2 m hohe Flatterulme (Ulmus laevis) mit ausgeprägten Brettwurzeln im Waldverbund. | Flatterulme | 438 031 |

## Belege
1. ↑  
Naturdenkmal. www.kreis-offenbach.de, abgerufen am 7. April 2020.

- Karte mit allen Koordinaten:
- OSM |
- WikiMap